# ホシジリス
ホシジリス (Xerospermophilus spilosoma) は、哺乳綱ネズミ目（齧歯目）リス科に分類されるジリスの1種。
メキシコとアメリカ中央部および南部に分布する。白い斑点に覆われた背中が特徴。

## 分布
アメリカ合衆国サウスダコタ州南西部、ネブラスカ州、カンザス州、オクラホマ州、テキサス州南部、ワイオミング州、コロラド州、ニューメキシコ州、ユタ州、アリゾナ州、メキシコ北中部

## 形態
頭胴長185-253ミリメートル、尾長55-92ミリメートル、体重100-200グラム。被毛は、背中の色が茶色、肉桂色、赤みがかった色などさまざまで、白色または黄褐色の小さな斑点が散らばる。頭蓋骨はジュウサンセンジリスに似ているが、わずかに眼窩間と頭側の幅が広い。毎年2回換毛があり、夏毛と冬毛に生え変わる。大人は分厚い被毛で冬眠から目覚め、この毛は春までに抜ける。大人に比べて、子の被毛は色が濃い。被毛の色は周囲の環境に影響を受け、土壌が肥沃な地域の個体群は、草地に暮らす個体群に比べて色が濃い傾向にある。

## 分類
13亜種が確認されている。
- X. s. spilosoma - ドゥランゴ州
- X. s. altiplanensis - チワワ州中西部
- X. s. ammophilus - チワワ州北部
- X. s. annectens - テキサス州南部およびリオグランデバレー
- X. s. bavicorensis - チワワ州中西部のバビコラ湖流域
- X. s. cabrerai - サン・ルイス・ポトシ州およびその周辺。体が大きく、背中の色が濃い。
- X. s. canescens - ニューメキシコ州南中部、テキサス州、コアウイラ州。背中は赤みがかった色合いで、斑点が大きく、腰のあたりに多い。
- X. s. cryptospilotus - アリゾナ州、ユタ州、コロラド州、ニューメキシコ州のフォー・コーナーズ地域。色の薄い、赤みがかった被毛。斑点が小さい。
- X. s. marginatus - コロラド州南東部、カンザス州南西部、ニューメキシコ州、テキサス州西部、オクラホマ州の細長く突き出た地域。斑点が少ない。
- X. s. obsoletus - ワイオミング州南東部、コロラド州北東部、ネブラスカ州西部、カンザス州北西部。
- X. s. oricolus - メキシコ北東部タマウリパス州沿岸部
- X. s. pallescens - メキシコ中央部
- X. s. pratensis - アリゾナ州北部。体が小さく、尾が短い。背中と尾の先端が黒っぽい。

## 生態
砂漠地帯の草地や藪、荒れた牧草地、砂山などの、植生がまばらに点在する、深い砂に覆われた土壌の地域に見られる。より軽く、植生がまばらな土壌を好んで巣穴を作るため、こうした種の土を含む不毛の乾燥した地域に住んでいる。
地下に巣穴を掘り、避難所や冬眠用の部屋だけでなく、食料を貯蔵する部屋も作る。
食性は草食性で、葉、新芽、花、イネ科植物の種子、広葉草本、小さな灌木、サボテンを食べ、昆虫や小型の脊椎動物を食べることもある。晩夏にはバッタの幼虫を食べる。
地上の活動では、食料探しと食事に多くの時間を費やす。残りの時間は、警戒鳴き、休息、日光浴、毛づくろい、そして繁殖行動にあてられる。繁殖期の間、繁殖行動は地上活動の大きな役割を占め、求愛行動の一種と考えられる、オスが散発的に巣穴から出たり入ったりする熱狂したような行動が見られる。仲間に捕食者などの危険を知らせたり、繁殖期に他のオスに対して縄張りを主張したりする、7種類の異なる警戒の態度がある。1年のうち7-8か月を巣穴の中で冬眠して過ごすが、温暖な冬では冬眠の間も活動を続けるか、または短期間の休眠状態に入るだけである。冬眠は7月下旬から始まり、4-5月まで続く。季節のサイクルは4-5月から7-8月にかけて、オスは115-135日間、メスは95-125日間である。